# 横浜船渠

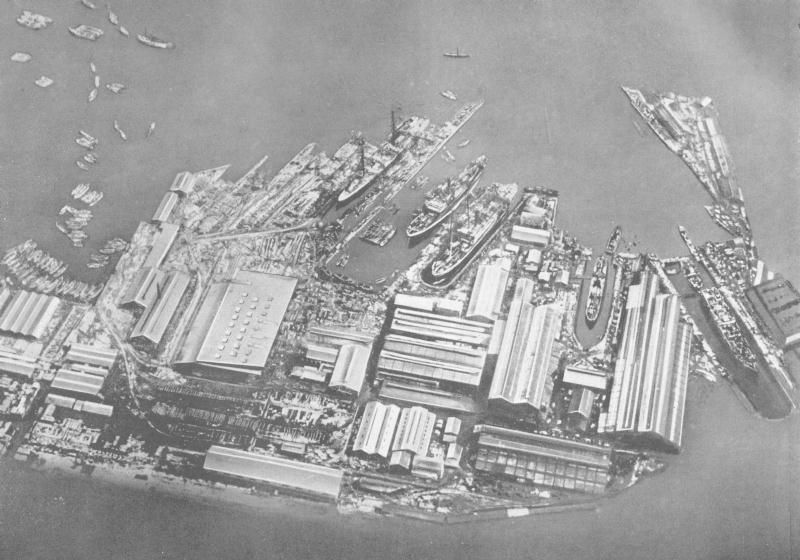
横浜船渠全景（1935年以前の撮影）

横浜船渠（よこはませんきょ）は、かつて神奈川県横浜市中区にあった造船所（船渠はドックの意）。後に三菱重工業と合併し三菱重工業横浜船渠となる。その後、三菱重工業横浜造船所に名称変更。さらに1983年（昭和58年）に造船所が中区本牧地区へ移転し、三菱重工業横浜製作所と改名、跡地は横浜みなとみらい21として再開発された。ドライドック2基は敷地内に残され、国の重要文化財に指定されている（#沿革を参照）。

## 概要
江戸幕府の時代に横須賀製鉄所とともに設立された横浜製鉄所が、明治維新の後に明治政府の工部省に引き継がれ横浜造船所となった。
イギリス人技師・パーマーは、港湾の発達には船渠（ドック）・倉庫などの付帯設備の充実も不可欠であることを説き、それを受けて渋沢栄一と地元の財界人らにより横浜船渠が1889年（明治22年）に設立された。計3基の船舶修理用ドックが建設され（19世紀末に建設された2基は遺構が現存、20世紀初頭に建設された残り1基は1983年の使用停止後に埋立て）、当初は艦船の修理整備を主に手がけた。
その後、艦船建造も始める。北米航路の中型客船氷川丸や大型客船秩父丸（後に鎌倉丸と改名）などを建造、海軍艦艇も若干数建造している。1935年（昭和10年）に三菱重工業と合併、三菱重工業横浜船渠となる。さらに、1943年（昭和18年）には三菱重工業横浜造船所と名称変更、横浜船渠の名称は消えることとなった。
1960年代に入り船舶の大型化に対応できなくなったこと、小型船舶の修繕は中小造船所へ移行したことにより、ドックの需要が低下し、使用を停止した。造船所も1980年（昭和55年）より本牧・金沢地区へ移転を開始し1983年（昭和58年）に移転完了、閉鎖された（移転後については「三菱重工業横浜製作所」の項を参照）。

## 沿革

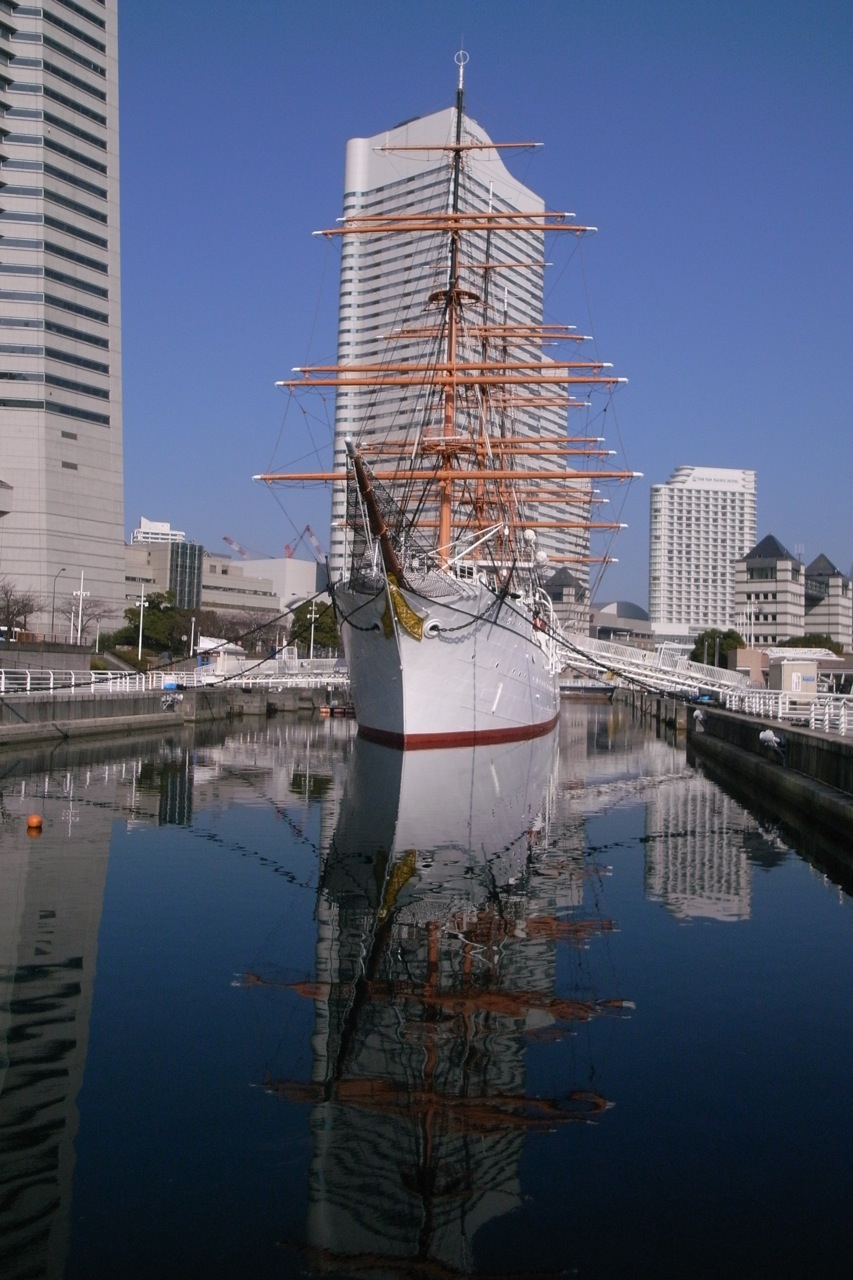
現在の1号ドック
「日本丸メモリアルパーク」

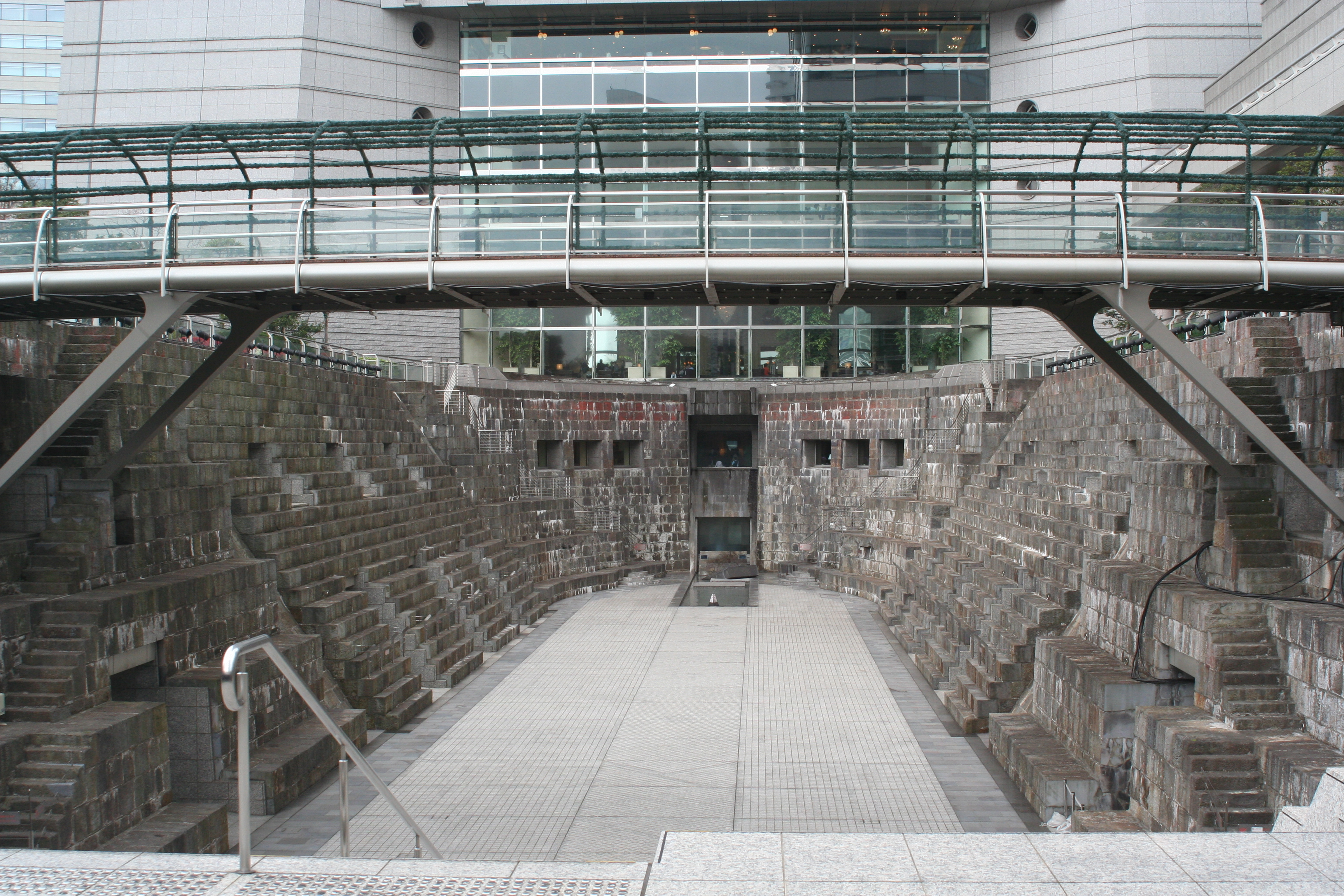
現在の2号ドック
「ドックヤードガーデン」

- 1891年（明治24年） - 有限責任横浜船渠会社設立。
- 1893年（明治26年） - 横浜船渠株式会社となる。（旧商法の部分施行による）
- 1896年（明治31年） - 2号ドック（石造）完成。[7]
- 1898年（明治33年） - 1号ドック（石造）完成。
- 1910年（明治43年） - 3号ドック完成。日本で初となる全体がコンクリート造のドックである[5]。
- 1930年（昭和5年） - 氷川丸竣工。
- 1935年（昭和10年） - 三菱重工業に吸収合併。三菱重工業株式会社横浜船渠となる。
- 1943年（昭和18年） - 三菱重工業株式会社横浜造船所と改称。横浜船渠の名称が消える。
- 1973年（昭和48年） - 2号ドック使用停止。
- 1980年（昭和55年） - 造船所の本牧・金沢地区への移転決定。
- 1983年（昭和58年） - 移転を完了し、三菱重工業株式会社横浜製作所に改称。跡地は横浜みなとみらい21として再開発される。
- 1985年（昭和60年） - 1号ドックと周辺が日本丸メモリアルパークとして整備され、日本丸を浮体展示開始。
- 1993年（平成5年） - 2号ドックが改装され、横浜ランドマークタワーの隣接地にドックヤードガーデンとしてオープン。
- 1997年（平成9年） - 2号ドック（日本に現存する最古の旧商船用石造ドック[8]）が「旧横浜船渠株式会社第二号船渠」として国の重要文化財に指定[3]される。
- 2000年（平成12年） - 1号ドックが「旧横浜船渠株式会社第一号船渠」として国の重要文化財に指定[2]される。

## 役員

### 『日本全国諸会社役員録 明治35年』
- 取締役会長・川田龍吉[9]
- 専務取締役・来栖壮兵衛[9]
- 取締役・朝田又七、原六郎、近藤廉平[9]
- 監査役・樋口登久次郎(質商)、石川徳右衛門、西村喜三郎[9]

### 『日本全国諸会社役員録 明治44年』
- 専務取締役・来栖壮兵衛[10]
- 取締役・朝田又七、原六郎、近藤廉平、ジェーデーハチソン[10]
- 監査役・石川徳右衛門、中村房次郎[10]

### 『日本全国諸会社役員録 第30回』
- 会長・須田利信[11]
- 専務取締役・宮永万吉[11]
- 常務取締役・東條玉太郎[11]
- 取締役・原邦造、石川徳右衛門、河上邦彦[11]
- 監査役・安部午生、谷井保[11]

### 『日本全国諸会社役員録 第32回』
- 社長・藤島範平[12]
- 専務取締役・東條玉太郎[12]
- 常務取締役・生野鼎[12]
- 取締役・原邦造、石川徳右衛門、河上邦彦[12]
- 監査役・井坂孝、谷井保[12]

## 建造された主な艦船
- 氷川丸 - 日枝丸
- 秩父丸（鎌倉丸）
- 第一青函丸
- 軽巡洋艦：那珂
- 航空母艦：龍驤（船体のみ）
- 砲艦：安宅
- 吹雪型駆逐艦：白雪